# Reserva de Caça de Ndumo
A Reserva de Caça de Ndumo é uma pequena reserva de caça sul-africana ( 102km²)  localizada no nordeste do distrito de Cuazulo-Natal, conhecido como Maputaland. Situa-se na fronteira com Moçambique onde o Rio Pongola se junta ao Rio Maputo. É adjacente ao Parque de Elefantes de Tembe. Ndumo é relativamente remota, com mais de 400 km (250 mi) de Durban. A cidade de Mkuze fica a 110 km (68 mi) de distância.
Ndumo contém uma grande diversificada de habitats, incluindo florestas de duna, florestas ribeirinhas densas, planícies de inundação, planícies aluviais, canaviais, pastagens, bosques de latifoliadas, acácias e velds espinhosos extremamente densos. Ndumo é popular pela sua fauna de aves e apesar de seu pequeno tamanho, a reserva registou mais de 430 espécies de aves, incluindo residentes e migrantes sazonais. A abundância de lagoas, planícies de inundação e rios (Pongola e Maputo) do parque fornecem um habitat adequado para muitas espécies aquáticas. A área de Maputaland, em geral, é relativamente rica em avifauna devido à diversidade do ecossistema, bem como à sua localização geográfica: O sul da área forma cordilheiras para muitas espécies de aves do leste e nordeste da África. A área recebe uma alta precipitação anual.
Uma pequena lista de espécies de aves muito procuradas residentes de Ndumu:
- Corujão-pesqueiro-de-pel
- Republicano-comum
- Smithornis capensis
- Nicator gularis
- Falcão-Cuco

Os grandes mamíferos encontrados em Ndumu incluem inhala, hipopótamo, crocodilo do nilo, impala e búfalo-africano. Grandes felinos estão ausentes do parque. Os elefantes são abundantes no vizinho Parque de Elefantes de Tembe.
Tal como acontece com todas as partes de Maputaland, a malária é endêmica e os visitantes são aconselhados a tomar as devidas precauções.
Há um acampamento da Ezemvelo KZN Wildlife e um acampamento de cabanas.
Este parque foi incluído na Área de Conservação Transfronteiriça de Usuthu-Tembe-Futi.
O governo da África do Sul implementou uma versão simplificada das categorias de conservação da IUCN, de acordo com a National Environment Management Authority (NEMA), de modo que cada categoria segue indiferente as regras de categoria impostas pela IUCN. Assim, só existem apenas 5 categorias reconhecidas na África do Sul: 
1. Reserva Especial da Natureza, Parque Nacional, Reserva da Natureza, Ambientes Protegidos
2. Áreas marinhas protegidas
3. Patrimônio Mundial
4. Área de floresta especialmente protegida, Reserva da natureza de floresta, Área selvagem de floresta
5. Área de Bacia hidrográfica.

Sendo a Reserva de Ndumo categorizada como "Reserva Especial da Natureza".

## Deslocamento de Povos Indígenas
Em 1924, a área em que hoje é a Reserva de Caça de Ndumo foi declarada área protegida pela África do Sul. Nas décadas de 1950 e 1960, os habitantes locais foram expulsos à força de suas terras natais. Embora as comunidades de Ndumo tenham contestado legalmente o seu direito à terra, lhes foi negado o direito de reassentar a terra, sendo-lhes dada uma restituição financeira e (em teoria) uma palavra a dizer na gestão. Um morador diz sobre esse período:
Lá éramos ricos; comíamos batata-doce, banana, taro, mandioca e abóbora. Bebiamos do rio Usuthu. Hoje esse rio está reservado para os hipopótamos e crocodilos enquanto nossos filhos morrem de sede. Os frutos silvestres são deixados para engordar os macacos e os rinocerontes pastam nas sepulturas de nossos ancestrais. 
A disputa não resolvida sobre o controle desta terra e os problemas contínuos com a Community-based natural resource management (CBNRM) como modelo de conservação na província (2010), resultaram na situação anômala de que a parte leste desta reserva de caça está agora ocupada e cultivada pelos habitantes locais. Isso apesar de seu status como Zona Úmida de Importância Internacional, declarado em 1997. As terras agrícolas estão substituindo a vegetação nativa e a vida selvagem, e os crocodilos não fazem mais seus ninhos ao longo do rio.